# Province de Xing'an (République de Chine)
Pour les articles homonymes, voir Xing'an.

Situation de la province sur la carte de la République de Chine

La province de Xing'an est une ancienne province de Chine, qui exista entre 1945 et 1949, sous la République de Chine.